# Einstossflammenwerfer 46
El Einstossflammenwerfer 46 fue un lanzallamas de un solo tiro diseñado en Alemania durante la segunda mitad de la Segunda Guerra Mundial e introducido en 1944; Fue diseñado para ser barato y sencillo de producir en masa. El arma descartable lanzaba un chorro de llamas de medio segundo hasta 27 metros (89 ft). Fue suministrado al Volkssturm o el movimiento Werwolf, pero también fue utilizado por los Fallschirmjäger (paracaidistas alemanes). 

## Descripción
El lanzallamas desechable consistía en un tanque cilíndrico de 1,7 litros que contenía la mezcla incendiaria y una manguera con un diámetro de 9 mm. Debajo de la manguera había un pistolete con su respectivo gatillo. La manguera se conectaba al tanque utilizando dos soportes metálicos. El peso de toda ésta instalación era de 3,6 kg. Tenía un alcance variable, de 27 a 40 metros.

## Uso y producción
Inicialmente, se planeó equipar con el lanzallamas a las tropas aerotransportadas de la Luftwaffe, pero debido a la situación crítica, comenzaron a equipar a las unidades de infantería del Heer e incluso el Volkssturm. En los documentos de la Wehrmacht, el lanzallamas comenzó a aparecer bajo los nombres de Volksflammerwerfer 46 y Abwehrflammenwerfer 46.
La producción del lanzallamas se llevó a cabo en Borgsivald. Se produjeron un total de 30.700 lanzallamas. Se supone que el Volkssturm lo usó durante la defensa de Berlín en la primavera de 1945. Más tarde, ejemplares de este lanzallamas fueron repetidamente confiscados a las unidades de la milicia Werewolf.